# George Curry (Politiker)

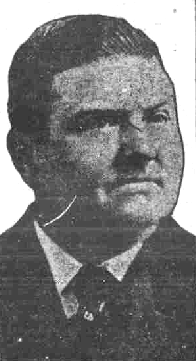
George Curry

George Curry (* 3. April 1861 bei Bayou Sara, West Feliciana Parish, Louisiana; † 24. November 1947 in Albuquerque, New Mexico) war ein US-amerikanischer Politiker und von 1907 bis 1910 der vorletzte Gouverneur des New-Mexico-Territoriums.

## Frühe Jahre und politischer Aufstieg
Nach dem Besuch der Grundschule zog Curry im Jahr 1879 in das New-Mexico-Territorium. Dort arbeitete er bis 1881 in einem Viehzuchtbetrieb. Danach war er Händler in Fort Stanton. Bis 1886 war er im Handel und im Aktiengeschäft tätig. Zwischen 1886 und 1887 war er stellvertretender Kämmerer im Lincoln County. Im Jahr 1888 war er Assessor und 1890 Sheriff in diesem Bezirk. Zwischen 1894 und 1896 gehörte er dem territorialen Senat von New Mexico an.
Während des Spanisch-Amerikanischen Krieges war Curry Leutnant in Theodore Roosevelts Rough-Rider-Einheit. Dabei kam er allerdings nicht auf Kuba, sondern erst auf den Philippinen zum Einsatz. Zwischen 1899 und 1901 war er als Leutnant in Manila stationiert. Dort war er als Militäranwalt und Richter tätig. Bis 1907 war er noch Gouverneur einiger zu den USA gehörigen pazifischen Inseln. Im Jahr 1907 wurde er von Präsident Theodore Roosevelt zum neuen Territorialgouverneur von New Mexico ernannt.

## Territorialgouverneur von New Mexico
George Curry übte sein neues Amt in New Mexico von 1907 bis 1910 aus. In dieser Zeit wurde in New Mexico endgültig der Beitritt des Territoriums als regulärer Bundesstaat zu den Vereinigten Staaten vorbereitet. Danach war er zwischen 1912 und 1913 republikanischer Abgeordneter im US-Repräsentantenhaus in Washington.

## Weiterer Lebenslauf
Nach dem Ausscheiden aus dem US-Kongress war Curry in Socorro im Hotelgeschäft tätig. Zwischen 1921 und 1922 war er Sekretär des US-Senators Holm O. Bursum. Von 1922 bis 1927 war er Mitglied einer Grenzkommission (International Boundary Commission). Danach zog er auf eine Ranch in der Nähe von Cutter, ebenfalls in New Mexico. Von 1945 bis zu seinem Tod im Jahr 1947 arbeitete er als Geschichtsbeauftragter der Staatsregierung von New Mexico (State Historian).